# Barnay Ludwig
Barnay Ludwig, németül: Ludwig Barnay, született Ludwig Weiß (Pest, 1842. február 12. – Hannover, 1924. január 30.) német színész.

## Élete
Atyja a Pesti Izraelita Hitközség titkára volt, aki a fiát 15 éves korában Bécsbe küldte, hogy Sonnenthalnál tanuljon. Egyszersmind azonban a polytechnikumra is beiratkozott, de azt nem végezte el, amiért atyja kitagadta. Egy jótékonysági estélyen annyira megnyerte Heinrich Laube tetszését, hogy a férfi 1866-ban a Burg Szinházhoz szerződtette a rendkívül tehetséges és megnyerő külsejű Barnayt, aki nem tartván magát még elég képzettnek, nem fogadta el a meghívást, és Mainzba ment. Innen nemsokára mégis Bécsbe került a Burgtheaterba, aztán Prágában, Rigában és Lipcsében lépett fel klasszikus darabokban. 1870 és 1875 között Frankfurtban működött, ahol létrehozta a legnagyobb színészszervezetet, a „Genossenschaft deutscher Bühnenangehöriger”-t 1871-ben. Ezért 2000 színész aláírásával hálairatot küldtek neki. 1875 és 1880 között Hamburgban volt a Stadttheater igazgatója, 1883-ban megalapította a berlini Deutsches Theatert, majd a Berliner Theatert, amelyet 1894-ig vezetett. Ekkor végleg visszavonult az aktiv színészettől, de mint direktor nagy szerepet játszott a német színjátszásban. Vezetője lett a berlini Udvari Színháznak mint udvari tanácsos, 1908-ban pedig főintendáns lett Hannoverben. Emlékiratai 1907-ben jelentek meg. Barnay a patétikus-deklamációs stílus – Sonnenthal mellett – egyik legkimagaslóbb egyénisége volt. Főbb szerepei voltak: Karl Moor, Faust, Tell, Oresztész, Uriel Acosta, Essex, Othello, Hamlet.